# K.K. Usha
K.K. Usha (Malayalam: കെ.കെ. ഉഷ; Thrissur, 3 juli 1939 - Ernakulam, 5 oktober 2020) was een Indiase rechter die tussen 2000 en juli 2001 als opperrechter van het Hooggerechtshof van Kerala diende. Ze was de eerste vrouwelijke rechter in het Indiase hooggerechtshof. Gedurende haar leven pleitte ze voor het uitbannen van alle vormen van discriminatie en hield ze zich actief bezig met de bevordering van de vrouwenemancipatie in India.

## Carrière
K.K. Usha werd in 1961 benoemd als advocaat. In 1979 werd ze aangesteld als pleitbezorger van de Indiase regering bij het Hooggerechtshof van Kerala. Tussen 1991 en 2000 diende ze als rechter bij het Hooggerechtshof. In 2000 werd ze benoemd tot opperrechter van het Hooggerechtshof van Kerala. In 2001 beëindigde haar functie bij het hooggerechtshof, waarna ze tot 2004 diende als de president van de in Delhi gevestigde Customs, Excise and Service Tax Appellate Tribunal (CESTAT).
Usha vertegenwoordigde India op een seminar van de Verenigde Naties inzake het Verdrag inzake de uitbanning van alle vormen van discriminatie van vrouwen. Ook vertegenwoordigde ze het land op een internationale conventie van vrouwelijke advocaten in Duitsland.

## Privéleven
Usha was getrouwd met de voormalige advocaat en rechter K. Sukumaran (geb. 1930), die ook werkzaam was geweest bij het Hooggerechtshof van Kerala. Het echtpaar kreeg twee dochters. 
Usha overleed op 5 oktober 2020 aan een hartstilstand in het ziekenhuis, waar zij behandeld werd voor een rugletsel die ze eerder die week had opgelopen als gevolg van een val.